# 余丁町
余丁町（日语：／ Yochōmachi */?）是東京都新宿區的町名。人口4,062人（2013年8月1日）。郵遞區號是162-0055。

## 地理
位於新宿區東部，屬牛込地區。北鄰若松町，東接河田町，南連住吉町，西南通市谷台町，西臨富久町，西北接新宿五丁目。

## 歷史
此地原為旗本的組屋敷。本來為東大久保四丁目，1872年與大久保前町合併，改稱大久保余丁町，1911年再改為余丁町。是大久保村中唯一編入牛込區的町。坪內逍遙與永井荷風等人曾在此居住。原來在住居表示實施時要改名為「東新宿」，但在居民爭取之下保留余丁町。

### 地名由來
東大久保四丁目與大久保前町合併時，本欲命名為「大久保四丁町」，但為了避諱「四」字而改為「大久保余丁町」。

## 交通

### 鐵路
北邊有都營地下鐵大江戶線通過，但未設站，可利用若松河田站與東新宿站。

### 巴士
- 東京都交通局

### 道路
- 東京都道302號新宿兩國線
- 抜辯天大道（部分與都道302號重複）

## 史蹟
- 抜辯天（嚴嶋神社）
- 出世稻荷神社
- 坪內逍遥舊居遗址

## 設施
- 牛込抜辯天郵局

新宿區立余丁町小學校是位在若松町，不在本地。

## 備註
1. ↑  『角川日本地名大辞典 13　東京都』、角川書店、1991年再版、P879
2. ↑  .   [2013-08-10]. （原始内容存档于2014-08-19）.
3. ↑  以此為契機，全國有志之士後組成「全國地名保存聯盟」。

## 外部連結
- 新宿區役所（页面存档备份，存于）